# Moca (République dominicaine)
Pour les articles homonymes, voir Moca.
Moca est une ville dominicaine, chef-lieu de la province d'Espaillat qui est située dans la région du Cibao en République dominicaine.
Moca comporte quatre secteurs municipaux urbains : Cayetano Germosén (guanábano), José Contreras (Villa Trina), Gaspar Hernández et Juan López qui totalisent 66 876 habitants sur les 172 294 constituant la population totale de la ville. La ville s'étend sur un territoire de 339,21 km2 et la surface des zones urbaines est de 169,65 km2.
La ville est connue en tant que La Villa Heroica (Village des Héros) grâce à un grand nombre de braves hommes et femmes de Moca qui ont joué un rôle important dans l'histoire de la République dominicaine en assassinant deux dictateurs, Ulises Heureaux et Rafael Trujillo, et ramenant la démocratie dans le pays. Elle est connue aussi pour sa production agricole.
Moca a l’une des plus belles églises du pays, l’église du Sacré-Cœur-de-Jésus (Iglesia Sagrado Corazon de Jesus). Tous les vitraux proviennent d’Italie et représentent le chemin de croix des apôtres et de Jésus vers la Crucifixion. Elle était un temps qualifiée de « sanctuaire national », mais a arrêté d’utiliser la dénomination pour se mettre en conformité avec la définition actuelle du terme.

## Personnalités liées à la ville
- Le violoniste Gabriel del Orbe y est né le 18 mars 1888.
- Aída Cartagena Portalatín (18 juin 1918 - 3 juin 1994) est une poétesse, écrivaine et essayiste dominicaine qui écrit en espagnol.